# Montmagastre
Montmagastre es una entidad de población española del municipio de Artesa de Segre, perteneciente a la provincia de Lérida, en la comunidad autónoma de Cataluña.

## Toponimia
El nombre del lugar puede encontrarse referido con las grafías Monmagastre y Montmagastre.

## Historia
Hacia mediados del siglo XIX, el lugar tenía contabilizada una población de 121 habitantes. Aparece descrito en el decimoprimer volumen del Diccionario geográfico-estadístico-histórico de España y sus posesiones de Ultramar de Pascual Madoz de la siguiente manera:

MONMAGASTRE: l. con ayunt. formado de los pueblos de Aña, cab. del distr., Montargull y Alentorn, en la prov. de Lérida (13 horas), part. jud. de Balaguer (8), aud. terr. y c. g. de Barcelona (30), arciprestazgo de Ager (12): está sit. en el declive meridional de un peñon: vientos E. y N. y clima sano. Se compone de 20 casas, é igl. parr. (San Miguel Arcángel), de la cual dependen los anejos de San Juan y Vedreña: el curato que es de entrada está servido por un cura párroco. Confina el térm. por el N. con el de San Salvador de Toló (1 1/2 leg.); E. el de la baronía de Riaup (3/4); S. la baronía de La Bansa, y O. el de Montargull (1/2 por ambos lados), abraza en su circunferencia los cas. de Comiols, de Folguer, de la Caromina, del Bosch de Meca, de Sta. Creu y de Hostatels de Comiols, existiendo ademas notables restos de ant. fortificaciones y una magnífica cisterna. El terreno es montuoso y de mediana calidad, cruzado de montes poblados de encinas, robles y matorrales. caminos el que desde Pons conduce al part. de Tremp y pueblos de la Alta Montaña, y el que desde Artesa de Segre va al mismo punto , los cuales se juntan en el cas. Folguer y toman el nombre de carretera de Comiols; se encuentra en mal estado. La correspondencia se recibe de Pons á donde se envía un espreso á buscarla. prod.: centeno, patatas, bellotas, y aceite y vino muy escaso; cria ganado vacuno, cabrío y de cerda, y hay caza de conejos, perdices y liebres. pobl.: 14 vec., 121 alm. riqueza imp.: 122,531 rs. contr.: el 14'48 por 100 de esta riqueza. (V. Ager.)
(Madoz, 1848, p. 506)

En la actualidad pertenece al municipio de Artesa de Segre. En 2022, la entidad singular de población tenía empadronados 15 habitantes.

## Patrimonio
En el lugar hay una iglesia bajo la advocación de San Miguel Arcángel.